# NGC 2576
NGC 2576 es una galaxia espiral (Sb) localizada en la dirección de la constelación de Cáncer. Posee una declinación de +25° 44' 22" y una ascensión recta de 8 horas, 22 minutos y 57,8 segundos.
La galaxia NGC 2576 fue descubierta el 29 de marzo de 1865 por Albert Marth.